# 戈爾菲托區

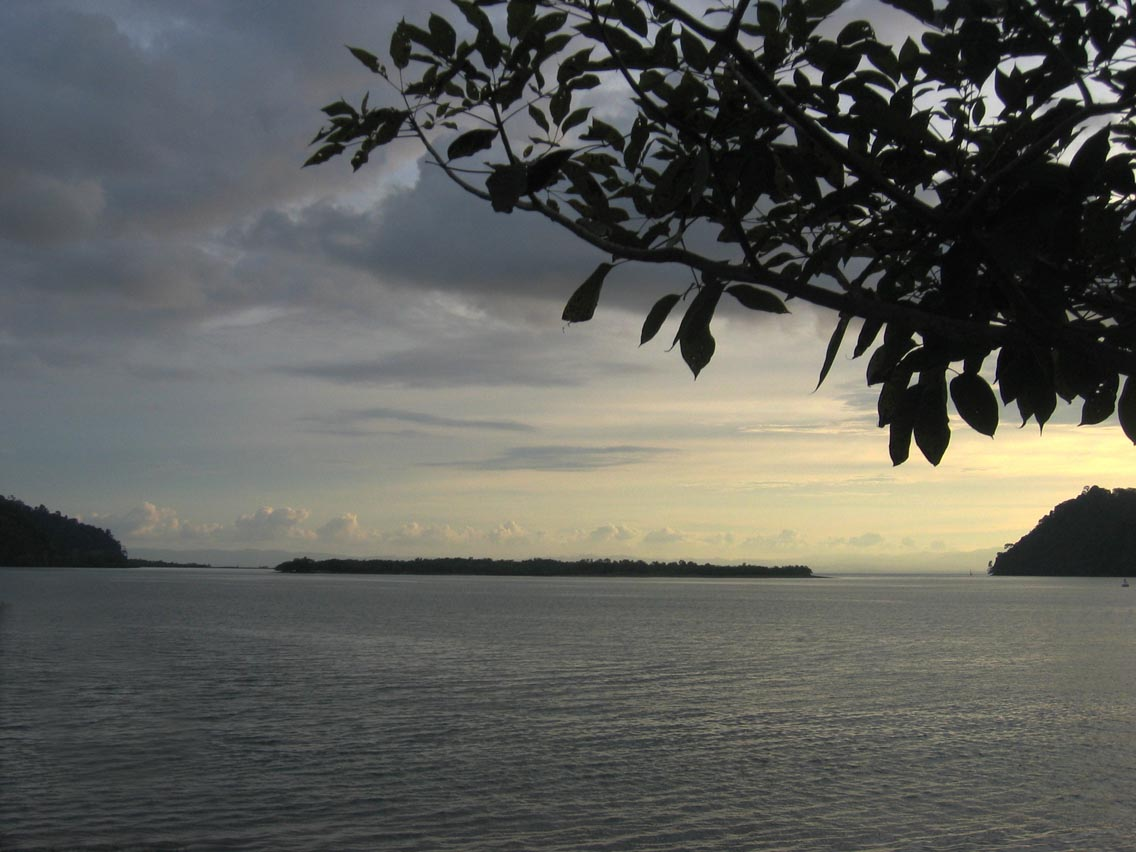
戈尔菲托湾

戈爾菲托區（西班牙語：Golfito），是哥斯達黎加的一個區，位於該國东南部蓬塔雷納斯省，西南临杜爾塞灣，东部靠近巴拿马与哥斯达黎加的边界。面積345.6平方公里，海拔高度278米，2011年人口11,268，人口密度每平方公里32.6人。
该市城区由南北两部分组成，皆位于同名海湾和山丘之间的狭长地带，其中南部为购物区和住宅区，北部为免税区和简易机场。

## 地理
从旧联合果品公司总部的北部一直延伸到海湾一侧的地区属于哥斯达黎加国家公园，公园内覆盖有中美洲高层雨林（30—45 [98—148英尺]）。戈尔菲托区周围大部分沿海低洼地带均有高大的常绿林覆盖。该地区年均降水量为400—500（160—200英寸）。
戈尔菲托湾是较大的杜尔塞湾的一部分，而杜尔塞湾则依奥萨半岛与太平洋相连。渡船常经此湾由戈尔菲托前往希门尼斯港，后者是奥萨半岛与科爾科瓦杜國家公園的门户。

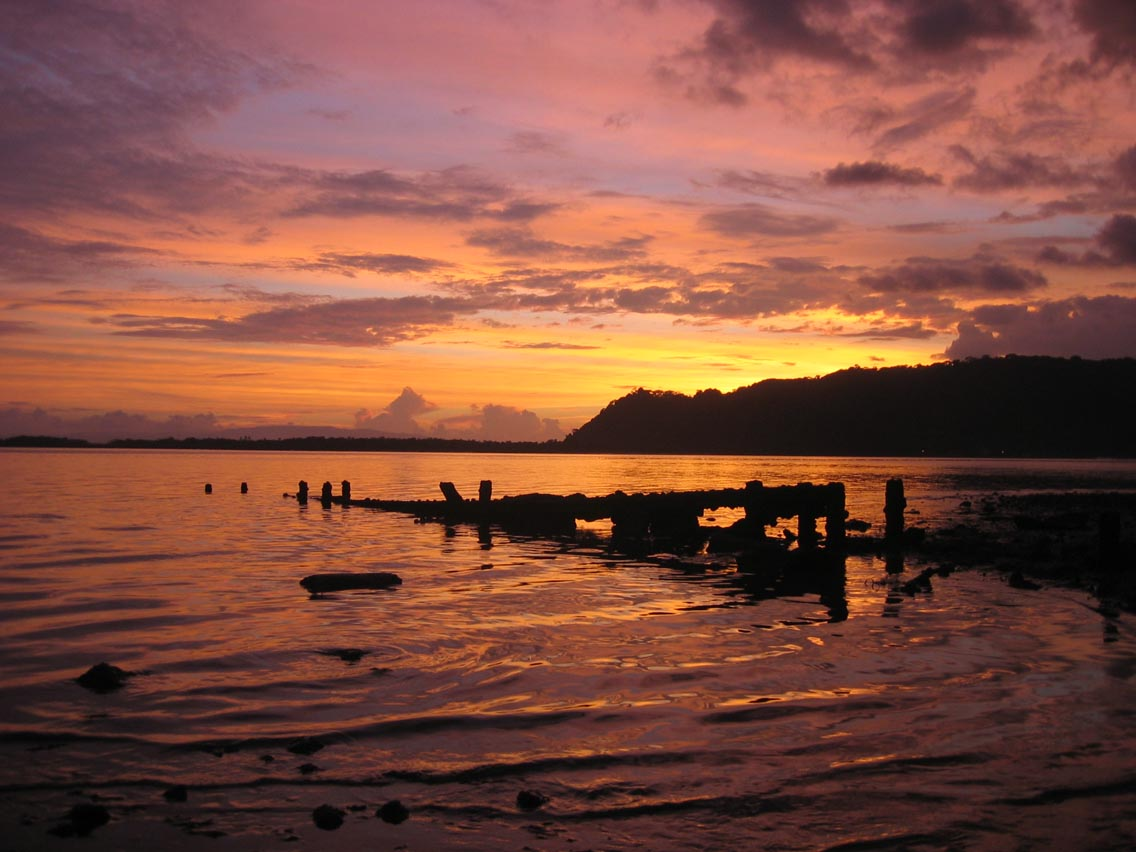
戈尔菲托湾的日落

8°38′04″N 83°09′43″W / 8.634316°N 83.161869°W